# Stefan Potocki (ok. 1624–1648)

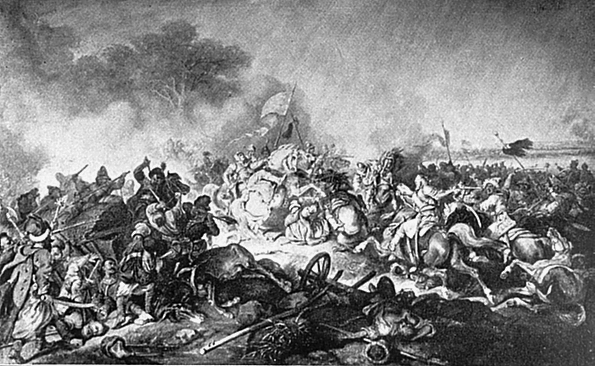
Juliusz Kossak, Śmierć Stefana Potockiego pod Żółtymi Wodami

Stefan Potocki herbu Pilawa (ur. ok. 1624, zm. 19 maja 1648) – starosta niżyński, polski dowódca wojskowy.
Syn hetmana wielkiego koronnego Mikołaja Potockiego i Zofii z Firlejów herbu Lewart. Dowodził trzytysięcznym oddziałem w bitwie z wojskami kozacko-tatarskimi pod Żółtymi Wodami. Dowództwo sprawowane przez niego miało charakter w dużej mierze formalny, ponieważ faktycznie dowodzili przydani mu w charakterze doradców Jacek Szemberk i Stefan Czarniecki. Podczas bitwy Potocki został ciężko ranny i wzięty do niewoli, podczas której zmarł.
W pałacu Potockich w Buczaczu na początku XIX wieku znajdował się wielki obraz przedstawiający śmierć Stefana Potockiego pod Żółtymi Wodami.